# Société secrète (film, 1993)
Pour plus de détails, voir Fiche technique et Distribution.
Société secrète ou Le Diable aux trousses au Québec (No Place to Hide) est un film américain écrit et réalisé par Richard Danus, sorti en salles en 1993 aux États-Unis et directement en vidéo en France. 

## Synopsis
Lorsqu'une danseuse est retrouvée assassinée, un inspecteur de police vient en aide à la sœur adolescente de la victime, qui devient la cible des responsables, une organisation ultra-secrète aux desseins obscurs.

## Fiche technique
- Titre original : No Place to Hide
- Titre français : Société secrète
- Titre français alternatif : Chute en enfer
- Titre québécois : Le Diable aux trousses
- Réalisation et scénario : Richard Danus
- Musique : Robert O. Ragland
- Photographie : Roberto D'Ettorre Piazzoli
- Montage : Alain Jakubowicz
- Décors : Richard Sawyer
- Costumes : Cynthia Bergstrom
- Production : Ovidio G. Assonitis et Alan Amiel
- Assistant producteur : Vincent Bardot
- Sociétés de distribution : Cannon Group (États-Unis), Delta Video[1] (France)
- Format : couleur — 1,85:1 — 35 mm — son Ultra Stereo
- Genre : thriller, policier
- Pays d'origine :  États-Unis
- Langue : anglais
- Durée : 98 minutes
- Dates de sortie : 
  - États-Unis : 16 avril 1993
  - France : 1993 (directement en VHS)

## Distribution
- Kris Kristofferson (VF : Patrick Floersheim) : Joe Garvey
- Drew Barrymore (VF : Anneliese Fromont) : Tinsel Hanley
- Martin Landau (VF : Claude Joseph) : Frank McCoy
- Illana Diamant (en) (VF : Nathalie Spitzer) : Joline
- O. J. Simpson (VF : Denis Boileau) : Allie Wheeler
- Dey Young (VF : Emmanuèle Bondeville) : Karen
- Bruce Weitz : le capitaine Nelson Silva
- Seth Marten : Harold Rosen
- Lydie Denier : Pamela Hanley
- Kane Hodder : Weller
- Lilyan Chauvin : la mère supérieure

## Tournage
Le film est tourné du 21 mai à juillet 1990, en Californie.

## Sortie et accueil
Le film, sorti près de trois ans après le tournage, a été mal reçu au moment de sa sortie en salles, ne rapportant que 135 034 $ de recettes aux États-Unis, où il fut distribué dans 215 salles. Il a été éreinté par la critique cinématographique, notamment par Richard Harrington du Washington Post,  qui le qualifie de mauvais en reprochant son scénario, la mise en scène et les prestations de Kristofferson et Barrymore, estimant que l'actrice régresse par rapport à la promesse de sa prestation dans Le Démon des armes, sorti quelques mois auparavant.
Kris Kristofferson a depuis décidé de rejeter ce film, faisant souvent semblant de ne pas se souvenir quand des fans lui posent des questions sur ce long-métrage, tout comme Martin Landau qui a exprimé sa gêne à l'idée d'avoir travaillé sur ce film. Lors d'une interview avec Andy Cohen en 2017, Drew Barrymore, qui avait  déclarera avoir un peu oublié l'existence de ce long-métrage, qu'elle qualifie  « même pas une série B, c'est comme un film de série D » et qu'elle avait accepté le boulot après avoir eu une mauvaise passe, mais que c'était un honneur d'avoir travaillé avec Kris Kristofferson, qu'elle considère comme une « légende ».